# 盧紹

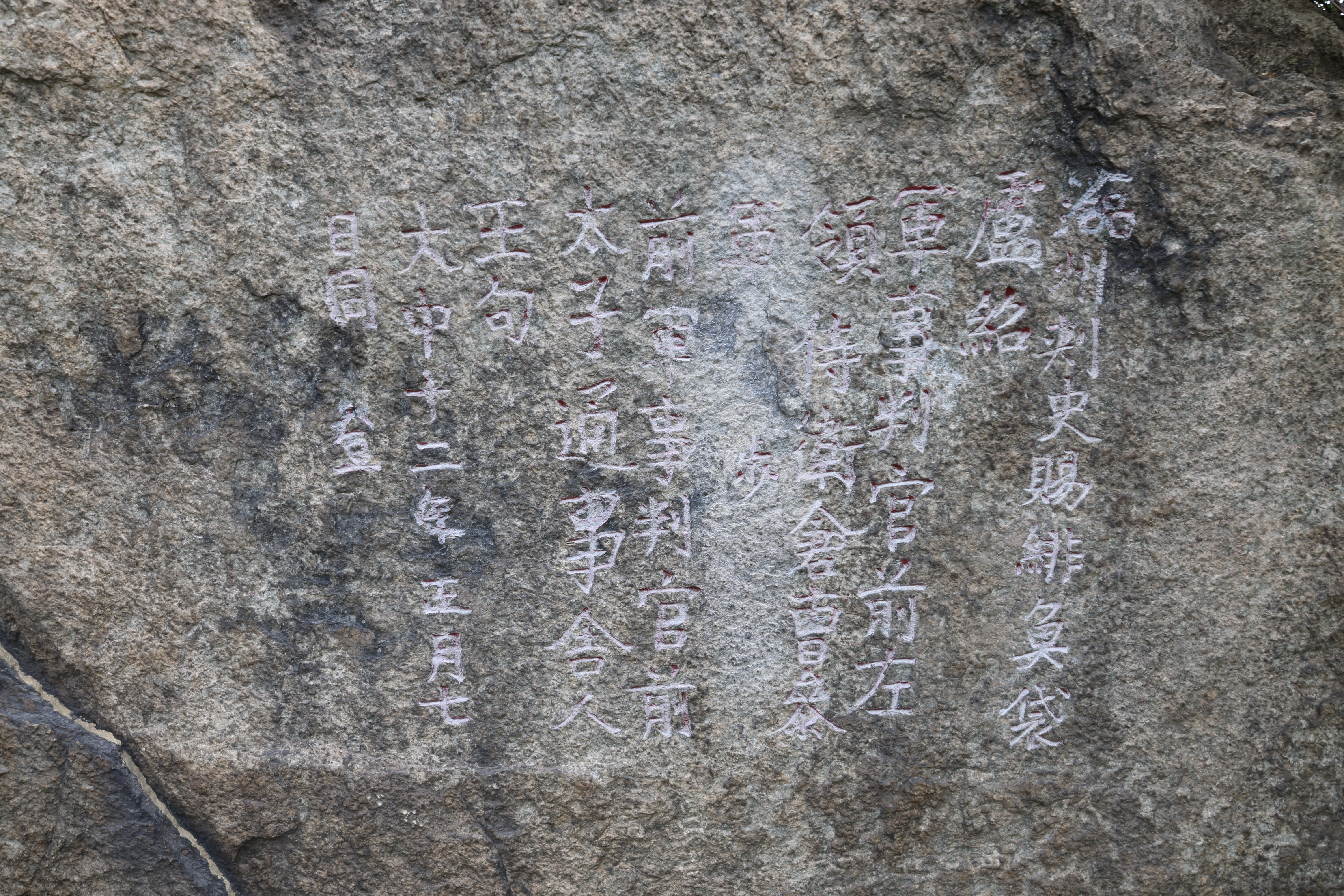
大中十二年（858），盧紹在海州白虎山頂的題名。

盧紹，范陽人。晚唐官員。盧渥之弟。

## 履歷
根據今連雲港白虎山摩崖題刻，盧紹在唐宣宗大中十二年（858）時，在任海州刺史。唐僖宗廣明初年，盧紹遷給事中。黃巢之亂時，他在江南避難。他雖然難以維持生計，但能夠端默自守。在此期間，他與崔致遠有來往，崔《桂苑筆耕集》卷七有致盧紹的書信一首。盧紹後官至工部尚書兼太子少保，以太子太保致仕。晚年的盧紹在華陰縣安家，與兄盧渥悠遊林泉，陶樂度歲。而他們的子弟在仕途顯達之後，都辭官回來奉養他們。景福元年（892）十月丙申，盧紹卒。